# Гера Бйорк
Заголовок цієї статті — це ісландське ім'я, де Гера Бйорк — особове ім'я, а Тоургатльсдоуттір — ім'я по батькові. 
Гера Бйорк Тоургатльсдоуттір (ісл. Hera Björk Þórhallsdóttir, 29 березня 1971, Рейк'явік) — ісландська співачка. Представниця Ісландії на Пісенному конкурсі Євробачення 2010 та 2024. Відома у себе на батьківщині, її дебютний альбом «lmur af Jolum» вийшов у листопаді 2000 року. Співає в різних музичних стилях: класика, джаз, поп, рок і RnB.

## Кар'єра

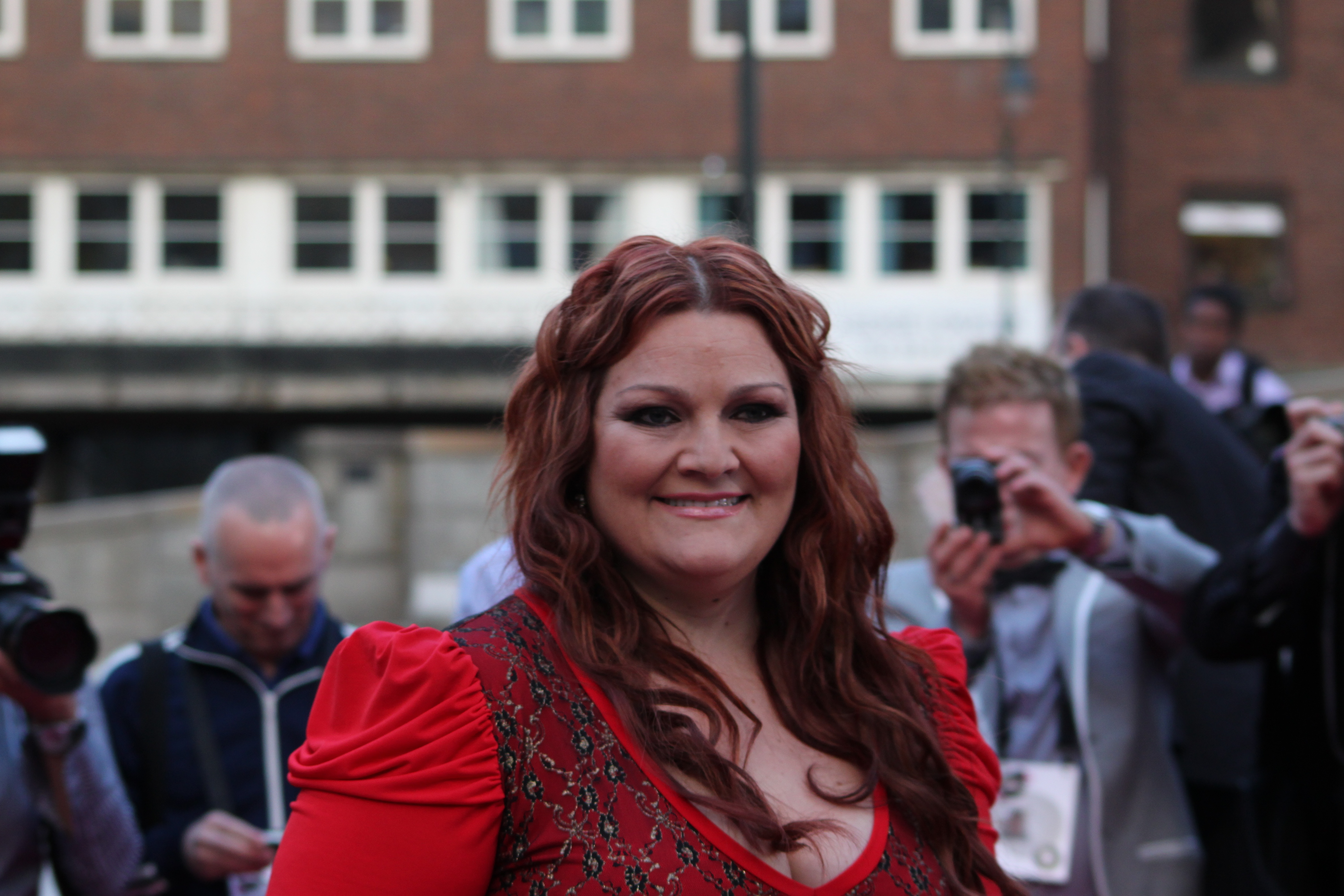
Гера Бйорк в Осло, 2010 рік

Гера Бйорк почала співати в юному віці — як співачка брала участь у рекламі та дитячому музичному альбомі «Göngum við í kringum». Почала вчитися в школі співу Рейк'явіка восени 1989 року, її вчителями були Рут Магнуссон, Бергтор Палссон, Еліна Оск Оскарсдоттір, Ерна Гудмундсдоттір та інших.
Гера Бьорк брала участь у конкурсі талантів Suðurland у 1988 році та посіла перше місце з піснею «Perfect», яка стала відомою завдяки гурту Fairground Attraction. Пізніше брала участь у конкурсі співаків від імені середньої школи в Брейдхольті, де посіла друге місце з піснею «Án þin».
Гера Бьорк брала участь у постановках Rocky Horror Picture Show, Evita, Litlu hryllingsbúðinn та Kysstu mig Kata. Вона також грала й співала в шоу Sirkús Skara Skrípó та Loftkastalan у 1996—1997 роках.
Гера Бьорк співала в численних альбомах як соло, так і бек-вокалістка. Вона випустила свій перший сольний альбом The Scent of Christmas у 2000 році, і він отримав хороші відгуки. Узимку 1999—2000 років Гера Бьорк вела телевізійне шоу Stutt í Spunann на RÚV разом з актором Яльмаром Ялмарссоном. Також вона з'явилася на новорічному ярмарку 2005 року.
Гера Бйорк деякий час жила в Копенгагені, а також працювала співачкою й викладачкою вокалу в багатьох частинах Європи. Наразі працює агентом з нерухомості в Рейк'явіку.

### Євробачення
У 2010 році представляла Ісландію на Євробаченні в Осло з піснею «Je ne sais quoi» (Я не знаю, що), де посіла 19 місце у фіналі з 41 балом.
У 2024 році виграла Söngvakeppnin 2024, що є ісландським відбором на Євробачення 2024, з англійською версією пісні «Við förum hærra»/«Scared of Heights». На Євробаченні 2024 Гера Бйорк виступила 7 травня в першому півфіналі і набрала 3 бали від глядацького голосування, посівши останнє місце та не змігши пройти у фінал пісенного конкурсу.